# Radim Řezník
Radim Řezník (Český Těšín, 20 de enero de 1989) es un futbolista checo que juega en la demarcación de defensa para el TJ Jiskra Domažlice de la Liga de Fútbol de Bohemia.

## Selección nacional
Tras jugar en la selección de fútbol sub-16 de República Checa, la sub-17, la sub-18, la sub-19, la sub-20 y la sub-21, finalmente hizo su con la selección absoluta el 3 de septiembre de 2014 en un encuentro amistoso contra Estados Unidos que finalizó con un resultado de 0-1 a favor del combinado estadounidense tras el gol de Alejandro Bedoya.

## Clubes
| Club                          | País            | Año       | Partidos | Goles |
| ----------------------------- | --------------- | --------- | -------- | ----- |
| F. C. Baník Ostrava           | República Checa | 2007-2011 | 111      | 4     |
| F. C. Viktoria Plzeň          | República Checa | 2011-2021 | 267      | 11    |
| F. K. Mladá Boleslav (cedido) | República Checa | 2021      | 10       | 1     |
| F. C. Viktoria Plzeň          | República Checa | 2021-2024 | 47       | 4     |
| TJ Jiskra Domažlice           | República Checa | 2024-     | 22       | 2     |

## Palmarés

### Títulos nacionales
| Título                               | Club                 | País            | Año  |
| ------------------------------------ | -------------------- | --------------- | ---- |
| Liga de Fútbol de la República Checa | F. C. Viktoria Plzeň | República Checa | 2013 |
| Liga de Fútbol de la República Checa | F. C. Viktoria Plzeň | República Checa | 2015 |
| Supercopa de la República Checa      | F. C. Viktoria Plzeň | República Checa | 2015 |
| Liga de Fútbol de la República Checa | F. C. Viktoria Plzeň | República Checa | 2016 |
| Liga de Fútbol de la República Checa | F. C. Viktoria Plzeň | República Checa | 2018 |
| Liga de Fútbol de la República Checa | F. C. Viktoria Plzeň | República Checa | 2022 |